# Morgan Amalfitano
Morgan Amalfitano (* 20. března 1985, Nice, Francie) je francouzský fotbalový záložník, který je momentálně hráčem anglického klubu West Bromwich Albion. Jeho mladším bratrem je fotbalista Romain Amalfitano.

## Klubová kariéra
Amalfitano hrál ve Francii za CS Sedan Ardennes a FC Lorient. V červenci 2011 přestoupil jako volný hráč do Olympique Marseille, kde podepsal čtyřletý kontrakt.
V Marseille vyhrál Trophée des champions (v roce 2011) a Coupe de la Ligue (sezóna 2011/12).
V září 2013 odešel na roční hostování s opcí na přestup do anglického klubu West Bromwich Albion. Přestup se zrealizoval za 1 milion euro 1. září 2014.

## Reprezentační kariéra
V A-mužstvu Francie debutoval 29. února 2012 v přátelském utkání proti domácímu Německu. Dostal se na hřiště v 68. minutě, zápas skončil vítězstvím Francie 2:1.